# 심시티 소사이어티
《심시티 소사이어티》(SimCity Societies)는 Tilted Mill Entertainment가 개발하고 일렉트로닉 아츠(EA)가 개발한 도시 건설 경영 컴퓨터 게임의 하나로, 심 게임 시리즈에 속한다. 게임플레이는 이전의 심시티 타이틀과는 상당히 다른데, 사회 개발에 더 큰 초점을 두고 있다.
심시티 소사이어티는 2007년 11월 13일에 출시되었으며 여러 혼재된 리뷰를 받았는데 게임의 접근성 및 시각도 개선에는 칭찬을 받았지만 과도하게 단순화된 부분 및 낮은 성능 면에서는 비판을 받았다.

## 평가
《심시티 소사이어티》는 엇갈린 평가를 받았다.

## 심시티 소사이어티: 데스티네이션
2008년 6월 23일, 《심시티 소사이어티: 데스티네이션》(SimCity Societies: Destinations)이라는 이름의 확장팩이 출시되었다. 이 게임은 주로 관광에 초점을 두고 있으며 플레이어들이 관광 지역을 개발할 수 있게 하는 새로운 기능들이 포함되어 있다.